# 牛马司镇
牛马司镇，是中华人民共和国湖南省邵陽市邵东市下辖的一个乡镇级行政单位。

## 行政区划
牛马司镇下辖以下地区：
三槐社区、光荣村、明亮村、硖江村、宏模村、工农村、牛马司村、苏江村、湾泥渡村、三尚村、人民村、顺利村、封江渡村、莲池村、卫星村、坡江村、水井头村、小桥村、跃华村、新桥村、柳桥村、杨柳村、三槐村、桐木村、鸭婆田村、麻元村、新建村、牯牛村、铁铺村、虎形山村、晓水冲村和芦塘村。